# کلویس لاکروآ
کلویس لاکروآ (فرانسوی: Clovis Lacroix‎؛ زادهٔ) دوچرخه‌سوار اهل فرانسه است.